# Рачья ржанка
Рачья ржанка (лат. Dromas ardeola) — вид птиц из монотипического семейства рачьих ржанок (Dromadidae) отряда ржанкообразных. Обитают на побережье Индийского океана.

## Описание
Рачья ржанка достигает длины 40 см. Размах крыльев составляет 66 см. Половой диморфизм не выражен. Однако, у самцов в среднем клювы немного больше и толще чем у самок.
Своими длинными ногами, стройным телом и длинной шеей рачья ржанка напоминает шилоклювку. Однако, её голова сильно увеличена, чтобы нести полновесный клюв. Чёрный клюв сжат по бокам и имеет острую вершину. Птица может наносить им удар как кинжалом, проникая сквозь твёрдые покровы рака.
Оперение, в основном, белое. Верхняя часть спины и крылья чёрные. Оперение вокруг глаз также чёрного цвета, вследствие этого глаза кажутся особенно большими. Хвост серого окраса. У молодых птиц чёрные участки оперения серого цвета. Кроме того, присутствует характерный чёрно-серый рисунок на вершине, в редких случаях этот рисунок можно встретить также у взрослых птиц.
Длинные ноги голубовато-серого цвета. Задний палец ноги хорошо развит. Передние пальцы ноги соединены плавательной перепонкой. Часто рачья ржанка медленно обходит ватты, однако, охотясь на добычу, она может быстро бежать.

## Распространение
Область гнездования рачьей ржанки на побережье Красного моря и Персидского залива ограничена (1996 г.) девятью колониями:
- Абу-Даби:
  - остров Абу-аль-Абьяд, 280 пар
  - остров Умм-Амин, 85 пар
- Иран:
  - колония с 20 парами
  - область гнездования только с 2 парами
- Оман:
  - остров Масира, 85 пар
- Саудовская Аравия:
  - остров Каран, 1500 пар
  - песчаные балки у al-Wadschh
  - острова Фарасан, 110 пар
- Сомали:
  - острова Айбат и Саад-ад-Дин, количество пар неизвестно

В колониях, открытых у побережья Эритреи, на архипелаге Дахлак и на островах Howakil существуют 30 колоний с более чем 5000 гнездящимися парами, что больше чем во всех ранее известных колониях вместе взятых.
Вне периода гнездования рачьи ржанки встречаются на всём африканском восточном побережье: часто к югу до Танзании, иногда дальше до Южной Африки. Также птицы встречаются на Мадагаскаре и Сейшельских островах и на западном побережье Индии и Шри-Ланки, а несколько птиц долетали даже до Андаманских островов и до Таиланда. По исследованиям Wetlands International большинство популяций мигрирует в период с августа по ноябрь на юг и восток и возвращается в области гнездования в марте и апреле.
Жизненное пространство — это песчаные пляжи, дельты рек и лагуны. Птицы не удаляются от моря дальше чем на 1 км.

## Образ жизни
Рачьи ржанки не только гнездятся колониями, но и вне периода гнездования встречаются большей частью в больших стаях, численность которых может достигать до 1000 особей. Во время гнездования птицы активны в предрассветное и ночное время. Вне периода гнездования они активны в любое время суток, но преимущественно ночью.

## Питание
В поисках корма птицы обходят мелководье. Если они находят добычу, они преследуют её на бегу и наносят по ней быстрый удар.
Питание состоит в основном из десятиногих ракообразных. Мелкие раки заглатываются целиком, а крупным экземплярам сначала отрываются конечности и клешни, а затем ударами клюва тело делится на куски. Форма и величина клюва идеально подходят даже для раскалывания жёсткого панциря.
Моллюски и черви составляют меньшую часть в рационе питания. На иракском побережье наблюдали рачьих ржанок, которые нападали на илистых прыгунов.

## Размножение
Период гнездования начинается в апреле и продолжается до июня, регионально также по июль. Вероятно, рачьи ржанки живут в сезонной моногамии. Её гнездовое поведение отличается от поведения других ржанок. Ни один вид ржанок не гнездится в норах, и только у этого вида птенцы не выводковые птицы.
Норы выкапываются большей частью в низких дюнах. Они представляют собой проходы длиной от 1 до 2,5 м и шириной 20 см. Они выкапываются наискосок вниз, таким образом, чтобы гнездовая камера находилась в конце хода на глубине примерно 50 см под входом. Проходы часто не прямые, а меняющие многократно своё направление. Почти всегда в кладке только одно яйцо, только в редких случаях 2 яйца. Яйцо крупное, длиной 6 см и шириной 4,5 см. Оно чисто белое без рисунка, характерного для яиц ржанок. Причиной может быть тот факт, что у птиц, откладывающих яйца в норе (дупле), нет необходимости их маскировать.
Вероятно, обе родительские птицы участвуют в выкармливании молодых птиц. Точно это ещё не известно. Птенцы в первое время не умеют стоять и ходить и остаются несколько дней в гнезде. В течение этого времени их кормят родители.